# Succinella
Succinella is een monotypisch geslacht van longslakken uit de  familie van de barnsteenslakken (Succineidae). 

## Soort
- Succinella oblonga (Draparnaud, 1801) (Langwerpige barnsteenslak)